# Clarkesville
Clarkesville é uma cidade localizada no estado americano de Geórgia, no Condado de Habersham.

## Demografia
Segundo o censo americano de 2000, a sua população era de 1248 habitantes.
Em 2006, foi estimada uma população de 1602, um aumento de 354 (28.4%).

## Geografia
De acordo com o United States Census Bureau tem uma área de
4,8 km², dos quais 4,8 km² cobertos por terra e 0,0 km² cobertos por água. Clarkesville localiza-se a aproximadamente 437 m acima do nível do mar.

## Localidades na vizinhança
O diagrama seguinte representa as localidades num raio de 20 km ao redor de Clarkesville.